# Deux Cavaliers sur la plage

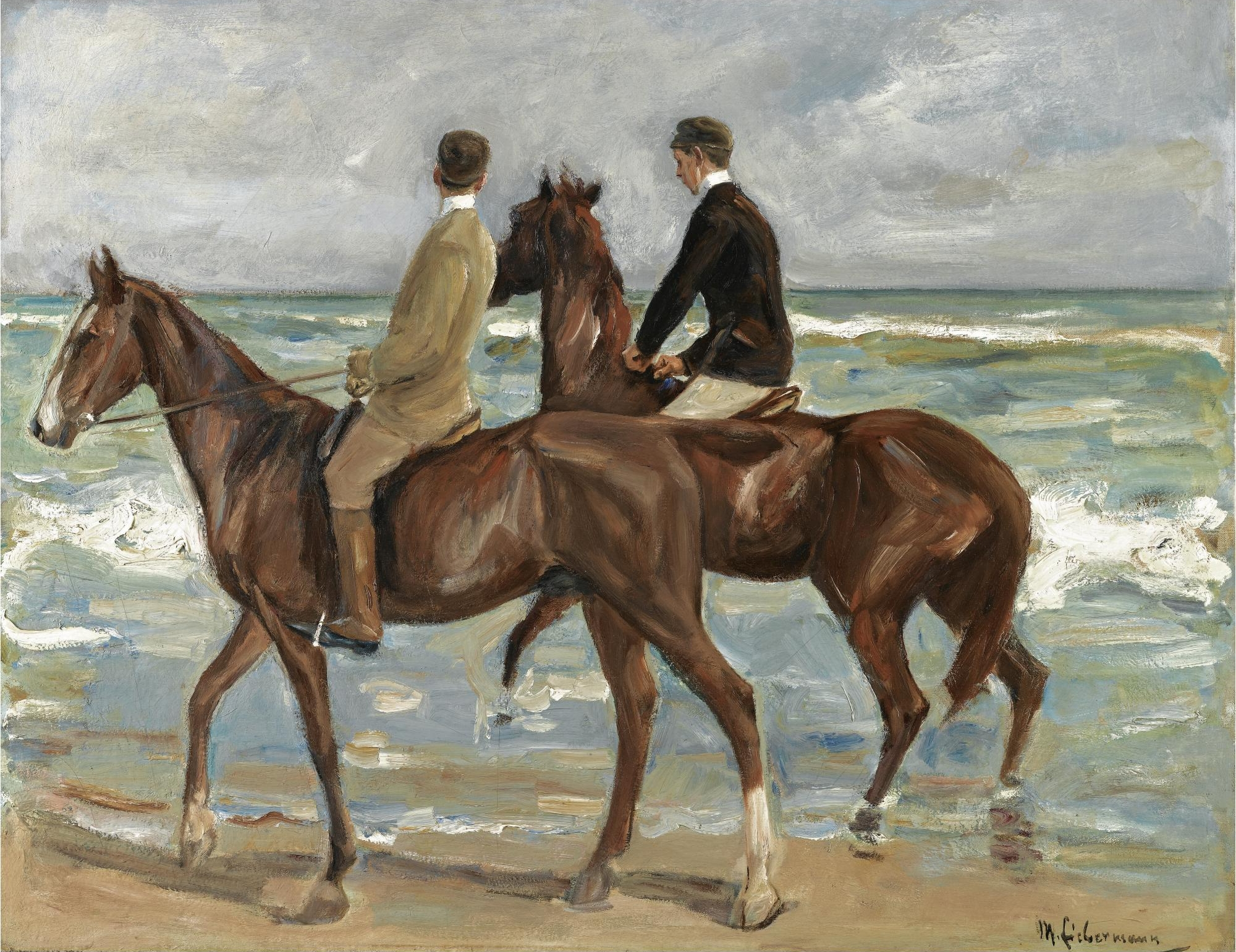
Deux Cavaliers sur la plage, œuvre acquise par un collectionneur privé en 2009 chez Sotheby's.

Deux Cavaliers sur la plage est le titre de deux tableaux similaires de Max Liebermann réalisés en 1901.
Un des deux tableaux a été saisi en 2012 par les autorités de Bavière car il faisait partie du « trésor de Munich ».
Il avait en effet appartenu jusqu'en 1939 au collectionneur et fabricant de sucre, juif allemand David Friedmann (1857(?)–1942) de Breslau.
Le tableau figurait en 1945 dans la collection d'Hildebrand Gurlitt saisie par les alliés et  entreposée au Central Collecting Point de Wiesbaden. Le tableau a été rendu à Gurlitt en 1950. Il a été ensuite été prêté par la famille Gurlitt en 1954 pour une rétrospective 1954 à la Kunsthalle de Brème et en 1960 pour des expositions à Berlin, Recklinghausen et Vienne; il était donc réputé faire publiquement partie de la collection Gurlitt. Le tableau était recherché depuis cinq ans par deux avocats berlinois missionnés par deux petits-neveux de Friedmann. Selon un article de l'hebdomadaire Der Spiegel, sa valeur était estimée à  un million d'euros. Le marchand d'art suisse Laszlo von Vertes estimait le tableau à environ 150,000 euros. En août 2014, après des recherches de l'équipe du Schwabinger Kunstfund, il a été considéré ayant été avec une grande probabilité spolié par le Troisième Reich. Le tableau a été vendu en 2015 par les héritiers, pour une valeur de 2, 61 millions d'euros, soit plus du double de son estimation.

Un autre tableau, presque identique et avec le même titre, avait été adjugé en 2009 chez Sotheby's pour 289 250 livres sterling (336 456 euros) à un collectionneur privé. Selon le catalogue de Sotheby's, ce tableau devrait porter le numéro 1901/14a dans le catalogue des œuvres de Max Liebermann.

Liste des œuvres saisies en 1945 et rendues à Hildebrand Gurlitt en 1950.

## Description
Les deux tableaux montrent deux cavaliers en vêtements de sport. L'un porte une veste grise, l'autre une veste noire. Ils chevauchent sur la plage le long des vagues. Au premier plan, un cheval brun dont le cavalier est tourné vers la droite. À côté de lui, l'alezan avance dans l'eau.
Les deux tableaux sont très similaires et ne diffèrent que par quelques nuances. Ainsi, dans le tableau de la collection Gurlitt, on peut voir les deux antérieurs du cheval qui est dans l'eau. L'attitude et le dessin de chevaux ainsi que les vêtements des cavaliers diffèrent légèrement. L'exécution de la peinture vendue chez Sotheby est un peu plus rude et expressive : les vagues et le ciel semblent plus sauvages et les groupes musculaires sont moins clairement visibles.